# Dauernde Sachentziehung
Das Vermögensdelikt der dauernden Sachentziehung ist in § 135 des österreichischen Strafgesetzbuches geregelt. Der Strafrahmen beträgt bis zu sechs Monate Freiheitsstrafe oder eine Geldstrafe bis zu 360 Tagessätzen.

## Tatbestandsmerkmale
Die Ausführungshandlung besteht im Entziehen einer fremden, nicht wertlosen Sache aus dem Gewahrsam eines anderen. An Sachen, die der Täter selbst unmittelbar innehat, beispielsweise als Treuhänder, kann man keine dauernde Sachentziehung begehen; diese Meinung ist aber in der Lehre umstritten. Urkunden und unbare Zahlungsmittel können nicht Gegenstand dieses Delikts sein.
Der Täter muss den Vorsatz haben, den Berechtigten dauernd zu schädigen. Er darf dabei nicht den Vorsatz haben, sich selbst zu bereichern, sonst liegt ein Diebstahlsdelikt (§§ 127 ff. StGB) vor. Ferner darf der Täter nicht den Vorsatz haben, das Opfer zu entschädigen oder die Sache zurückzugeben, die Schädigung muss als dauerhaft beabsichtigt sein. Dieser Schädigungsvorsatz muss bereits im Augenblick der Wegnahme bestehen.

## Abgrenzung und Konkurrenzprobleme
Die Aneignung, Beschädigung, Zerstörung der dauerhaft entzogenen Sache ist eine straflose Nachtat.
Die Wegnahme einer fremden Urkunde oder eines fremden unbaren Zahlungsmittels ist Urkundenunterdrückung (§ 229 Abs. 1) oder Entfremdung unbarer Zahlungsmittel (§ 241e).

## Qualifikationen
Der Täter fällt unter den strengeren Strafsatz des Abs. 2 (bis zwei Jahre Freiheitsstrafe oder 360 Tagessätze), wenn es sich um eine besonders geschützte Sache nach § 126 Abs. 1 Z. 1–6 handelt: Sachen, die dem Gottesdienst oder der Verehrung gewidmet sind; Gräber und Beisetzungsstätten; Totengedenkstätten; öffentliche Denkmäler; unter Denkmalschutz gestellte Sachen; Sachen von allgemein anerkanntem wissenschaftlichen, volkskundlichen, künstlerischen oder geschichtlichen Wert.
Ferner liegt eine qualifizierte dauernde Sachentziehung vor, wenn der Wert der Sache einen Wert von 5.000 Euro (bis zwei Jahre Freiheitsstrafe oder 360 Tagessätze) oder 300.000 Euro (sechs Monate bis fünf Jahre Freiheitsstrafe) übersteigt.